# Desaparecimento de Priscila Belfort
Priscila Vieira Belfort (Rio de Janeiro, 5 de dezembro de 1974 — desaparecida em 9 de janeiro de 2004) foi uma ex-funcionária pública e ex-universitária brasileira. Priscila trabalhava na Secretaria Municipal de Esportes e Lazer, no Centro do Rio de Janeiro. Desapareceu no dia 9 de janeiro de 2004, após sair do trabalho para almoçar. Seu real paradeiro é desconhecido até hoje.

## Biografia
A mãe Jovita tinha 19 anos quando engravidou de Priscila. Durante sua infância e adolescência, Priscila era uma garota sociável e querida por vizinhos e colegas da escola. Aos 16 anos, Priscila recebeu diagnóstico de depressão.

## Desaparecimento
No dia de 9 de janeiro de 2004, dia do desaparecimento, aos 29 anos, Priscila acordou indisposta e resolveu pegar uma carona com a mãe, Jovita Belfort, até o trabalho. Priscila só foi por insistência da mãe. A jovem entrou no trabalho e saiu horas mais tarde, sozinha, avisando aos colegas que ia almoçar. Foi a última vez que Priscila foi vista.
Priscila trabalhava no Centro, em uma época que os sequestros estavam em alta na área.
A demora em voltar para casa deixou sua família desesperada, que só admitiu o desaparecimento após divulgar fotos dela dois dias depois, no site do irmão lutador. A festa de aniversário da mãe, que estava prevista no dia seguinte do desaparecimento, foi suspensa.
Não houve nenhum pedido de resgate. Nos meses seguintes, os parentes levantaram várias possibilidades para o sumiço, inclusive algum tipo de confusão mental. Segundo a família, ela já havia sofrido lapsos de memória no passado, mas nunca a ponto de perder o contato com os parentes.
Embora a polícia trabalhe com a hipótese de homicídio e não de sequestro, já que nunca houve um pedido de resgate, a família de Vitor acredita que Priscila esteja viva.

### Campanha
Desde 2004, Vítor e Joana aproveitaram sua exposição na mídia para divulgar amplamente o caso e tentar conseguir pistas do paradeiro de Priscila.
A família criou uma campanha que estampou camisetas com retratos de Priscila e espalhou 30 fotos gigantes da jovem pela cidade, sempre pedindo que as pessoas repassassem qualquer informação sobre a jovem para os telefones do Disque Denúncia. O apelo continua até hoje nas páginas iniciais dos sites de Joana e Vítor.
A campanha fez a polícia receber milhares de telefonemas com denúncias, mas nenhuma produziu uma pista concreta que levasse a Priscila.

### Linha Direta
Na noite do dia 28 de junho de 2007, numa edição do programa Linha Direta, da Rede Globo, dedicada ao caso, o namorado de Priscila, que preferiu não aparecer, disse acreditar que ela teria fugido. "Eu acho que ela foi para algum lugar com as próprias pernas", afirmou. A mãe, Jovita, afirma que não crê na possibilidade de fuga.

### Confissão de sequestro e assassinato
Em 8 de agosto de 2007, 41 dias depois da exibição do programa Linha Direta sobre o caso, Elaine Paiva, de 27 anos, se entregou ao Ministério Público alegando que estaria sendo ameaçada de morte. Ela confessou que fazia parte da quadrilha que sequestrou, estuprou, matou, esquartejou e depois queimou o corpo de Priscila Belfort, em razão de uma suposta dívida de R$ 9.000,00. Elaine contou que a ordem para matar Priscila teria partido do presídio de Bangu 1. Na ocasião, ela chegou a indicar um sítio em São Gonçalo, na região metropolitana do Rio, onde os restos mortais da vítima teriam sido enterrados. Porém, nada foi encontrado.

### Documentário
Em 25 de setembro de 2024, o Disney+ lançou a série documental Volta Priscila que relata os vinte anos do desaparecimento da jovem, contando com os depoimentos da família Belfort e de apresentadores de televisão com forte influência midiática como Sonia Abrão e Gilberto Barros, trazendo até mesmo imagens exclusivas de Priscila e novos depoimentos. Com a exibição do produto, foi revelado que o namorado da jovem era filho do então deputado federal do Rio de Janeiro, Márcio Fortes, sendo descoberto após uma pista dada por Joana Prado, esposa de Vitor Belfort. Luiz Cláudio, filho de Márcio, teria se recusado a gravar o documentário, aumentando as especulações.